# Uniforme escolar japonês

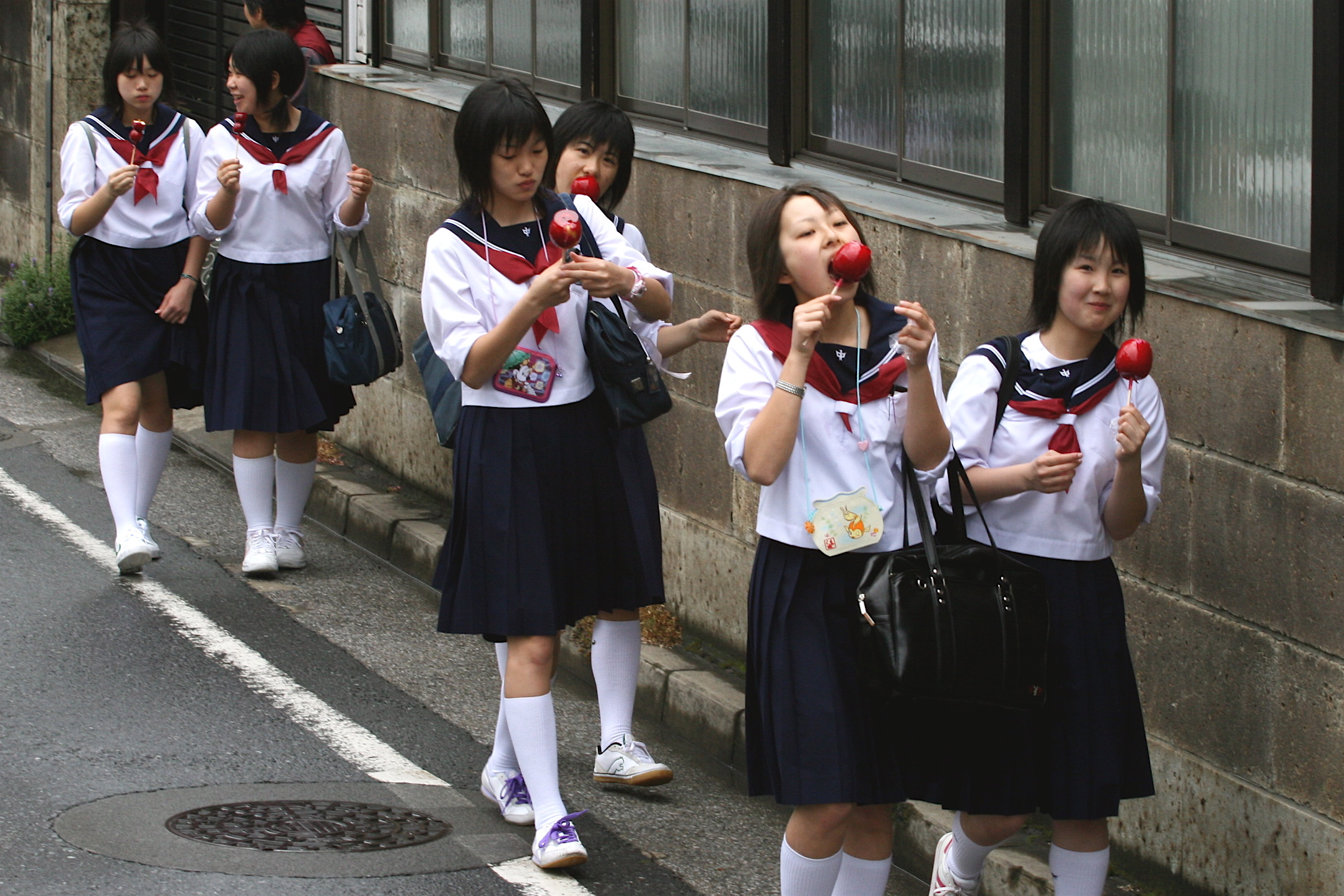
Estudantes japonesas usando seifuku

Os uniformes escolares japoneses (学生服, gakuseifuku) são as roupas de uso comum nas instituições de ensino do Japão, geralmente baseadas nos uniformes de marinheiros, com variações também com blazer e suéter. São habitualmente chamados de seifuku (制服, literalmente, "uniforme(s)").

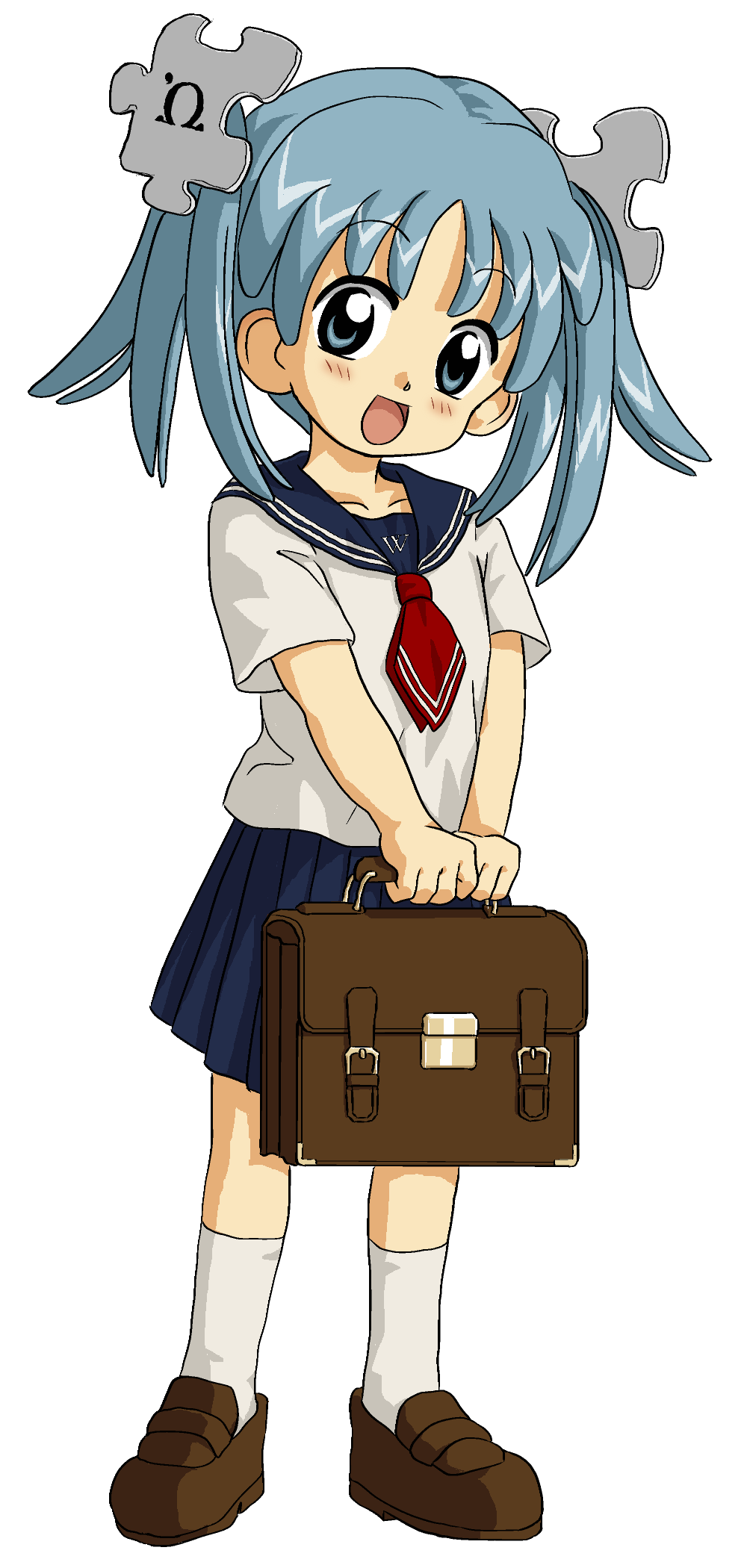
Wikipe-tan usando um uniforme escolar japonês

Uniformes masculinos de estudantes do ensino fundamental e da primeira fase do ensino médio são chamados de gakuran (学ラン, lit., "(uniforme) escolar ocidental").